# Strîjivka, Korostîșiv
Strîjivka (în ucraineană Стрижівка) este localitatea de reședință a comunei Strîjivka din raionul Korostîșiv, regiunea Jîtomîr, Ucraina.

## Demografie
Componența lingvistică a localității Strîjivka
     Ucraineană (95,5%)
     Rusă (4,12%)
     Alte limbi (0,31%)
Conform recensământului din 2001, majoritatea populației localității Strîjivka era vorbitoare de ucraineană (95,5%), existând în minoritate și vorbitori de rusă (4,12%).